# Laguna Blanca (Formosa)
Laguna Blanca es una ciudad argentina de la provincia de Formosa, ubicada en el departamento Pilcomayo. 
Esta localidad de principios de siglo XX, está a 140 km de la capital provincial por ruta provincial 2 y a 175 km por ruta nacional 11 y un tramo por ruta nacional 86, y toma el nombre de la vecina laguna de aguas claras. Es una ciudad de casas bajas y de un verde intenso, ideal para realizar caminatas, con una remozada y moderna plaza central y calles arboladas. Cuenta con un polideportivo municipal, que incluye una piscina olímpica y un moderno estadio deportivo. Además, en el mismo se realizan diferentes actividades turísticas constantemente.
En la urbanización se encuentran diferentes instituciones educativas de nivel inicial, primario, secundario y terciario; centros médicos y turísticos; supermercados, departamentos y hoteles; como así también lugares donde disfrutar de un almuerzo o cena. 
A pocos kilómetros del centro se halla el parque nacional Río Pilcomayo, y 3 km más adelante la Seccional de Guardaparques "Estero Poí", que ofrece imágenes majestuosas de la amplia y variada flora y fauna conservados en su estado natural. Continuando por el mismo camino y 15 km más adelante está la Seccional "Guardaparque Ricardo Fonzo". Además, cuenta con la hermosa reserva "Paí Curuzú" (Cruz del Sacerdote). 
Es además sede de la Fiesta Nacional del Pomelo, cítrico característico de la producción regional, una tradicional festividad que se desarrolla en el mes de julio. 
Cuenta con una Expo de índole frutihorticola, comercial, industrial, ganadera, de granja, de servicios y gastronomía que permite degustar los más exquisitos platos regionales; la exposición de artesanías étnicas de las comunidades aborígenes de la zona, con obras en madera, chaguar, tejidos, etc.; un desfile de carrozas artísticas con la presentación y la consiguiente elección de la Reina de la fiesta, y la presentación en recitales de artistas locales, nacionales y de países vecinos como el Paraguay.
Desde la capital provincial, se puede acceder directamente a la localidad transitando por la ruta nacional N.º 11 y la ruta provincial N.º 2

## Población
Cuenta con 7,411 habitantes (Indec, 2010), lo que representa un incremento del 14 % frente a los 6,508 habitantes (Indec, 2001) del censo anterior.
| Gráfica de evolución demográfica de Laguna Blanca entre 1991 y 2010 |
|                                                                     |
| Fuente: Censos nacionales del INDEC                                 |

## Parroquias de la Iglesia católica en Laguna Blanca
| Diócesis  | Formosa               |
| --------- | --------------------- |
| Parroquia | San Francisco de Asís |

## Personalidades destacadas nacidas en Laguna Blanca
- Doña Hermelinda Bareiro de Fernández (1930-2014), dueña del restaurante bar y hospedaje Independencia, inaugurado en 1953, frente a la antigua Casa de Gobierno en la ciudad de Formosa.
- Gildo Insfrán (1951-), médico veterinario y político, Gobernador de Formosa desde el 10 de diciembre de 1995 a la actualidad.
- Maximiliano Lovera (1999-) futbolista argentino, juega como delantero y su equipo es Rosario Central, de la primera división de Argentina. El 16 de diciembre de 2023 realizó el gol decisivo en el partido final contra Platense para que Rosario Central sea campeón de la Copa de la Liga Profesional.